# 2005年苏门答腊地震
2005年蘇門答臘大地震发生在2005年3月28日UTC时间16:09:37（当地时间23:09:37），震中位于2°04′35″N 97°00′58″E / 2.07639°N 97.01611°E，離印度洋海面30公里深的海床。震央距離北蘇門答臘首府實武牙市以西約200公里，在印尼首都雅加達西北1400公里，強度為黎克特制8.2級。美國地質調查局採用矩震級算法推出此次地震為8.7級後來下修至8.6級。地震亦影響到距離震央1000公里的泰國首都曼谷。這次地震可能是2004年平安夜印度洋大地震的餘震，持續了兩分鐘。地震已造成印尼12人喪生，數百家房屋倒塌。
震感在全苏门答腊岛都可感觉到，班达亚齐省现在普遍缺少电力，经过2004年海啸的经历，成千的人群逃离他们的住所涌上高地。在马来西亚首都吉隆坡，也有很多人逃离高楼。
在印尼尼亞斯島，远离苏门答腊海岸的区域，成百座建筑物据报在地震中受损，多人被困碎石之下。印尼副总统尤淑夫·卡拉（Jusuf Kalla）一度表示在尼尔斯岛恐怕有多達2000人遇难，但他稱此乃根據建築物受損情況估計，而非從點算屍體數目得出。

## 餘震
地震後目前发生了两次大的餘震，时间是UTC时间2005年3月28日16:38:43和18:30:43.地点位于1°17′53″N 97°17′40″E / 1.29806°N 97.29444°E和0°43′30″N 97°38′40″E / 0.72500°N 97.64444°E震级分别为6.0和6.7级。此后又多次发生了规模为5.5, 5.8, 5.7, 5.7, 5.5和5.8级的小餘震。

## 海啸的风险
美国国家海洋与大气局（National Oceanic and Atmospheric Administration，简称NOAA）已经向泰国政府发布海啸警报。太平洋海啸预警中心（Pacific Tsunami Warning Center，简称PTWC）在地震发生之後20分钟发布信息公报说明目前在太平洋沿岸没有可预见的危险，但是警告说可能在地震区域发生海啸。
第一次震动发生後3小时，在苏门答腊附近最可能发生海啸的地区没有显著的海啸活跃报告，PTWC宣称，在他们的初始公报中，“应该就可以相信没有危险，如果在震中地区3小时内没有观测到海嘯”。在2004年12月的海啸过后海啸预警系统的使用已经被讨论，但现在并未部署。所以现时并没有来自印度洋的直接数据。PTWC报告说，无论如何，一次“很小的海啸”据报告发生震源以南的科科斯群岛（基靈群岛）。
部分泰国南部海岸已经做预警人员撤离，NOAA建议人员应该撤离到离苏门答腊海岸600英里远。在马来西亚的檳城和吉打州人员也开始撤离，斯里兰卡东部海岸也是。印度南部地区也进入高度戒备状态。有报道说因为下大雨和地震可能撤离非常困难。

## 人道救援
联合国已经与印尼政府商谈大地震後可能发生的灾难对应，美国国务院宣布美国将帮助可能收到海啸影响的国家。澳大利亚宣布提供了印尼政府请求的100万澳元紧急援助，并将派遣澳大利亚防卫军医疗队人员及设备前往尼尔斯岛。
印度政府宣布向地震受害者提供200万美元。

## 外部連結
- 维基新闻的相关报道（页面存档备份，存于）
- BBC新闻（页面存档备份，存于）
- USGS地震事件
- Haaretz日报
- CNN（页面存档备份，存于）
- ABC新闻（美国）（页面存档备份，存于）
- 新加坡政府
- 2005年苏门答腊发生强烈地震（页面存档备份，存于） - 新华网专题